# 拘尸那揭羅
拘尸那揭罗（梵語：कुशिनगर，Kuśi-nagara，巴利語：Kusi-nārā，拘尸那罗），又稱拘尸那竭城，意思是茅城，位於現今印度卡西亞（Kasia）村，是古印度十六大國之一末罗国的都城。因释迦牟尼在此间涅槃，也是佛教的四大圣地之一。

## 人口
根据印度2011年人口普查，拘尸那有 2415 户共 17,893 人，男性占 52%（9408人），女性为 48%（8578人）。拘尸那的识字率为 74%，大致和印度全国平均水平相当，其中，男性识字率为 86%，女性为 61%。在拘尸那，约有 10% 的人口在十岁以下。

## 歷史

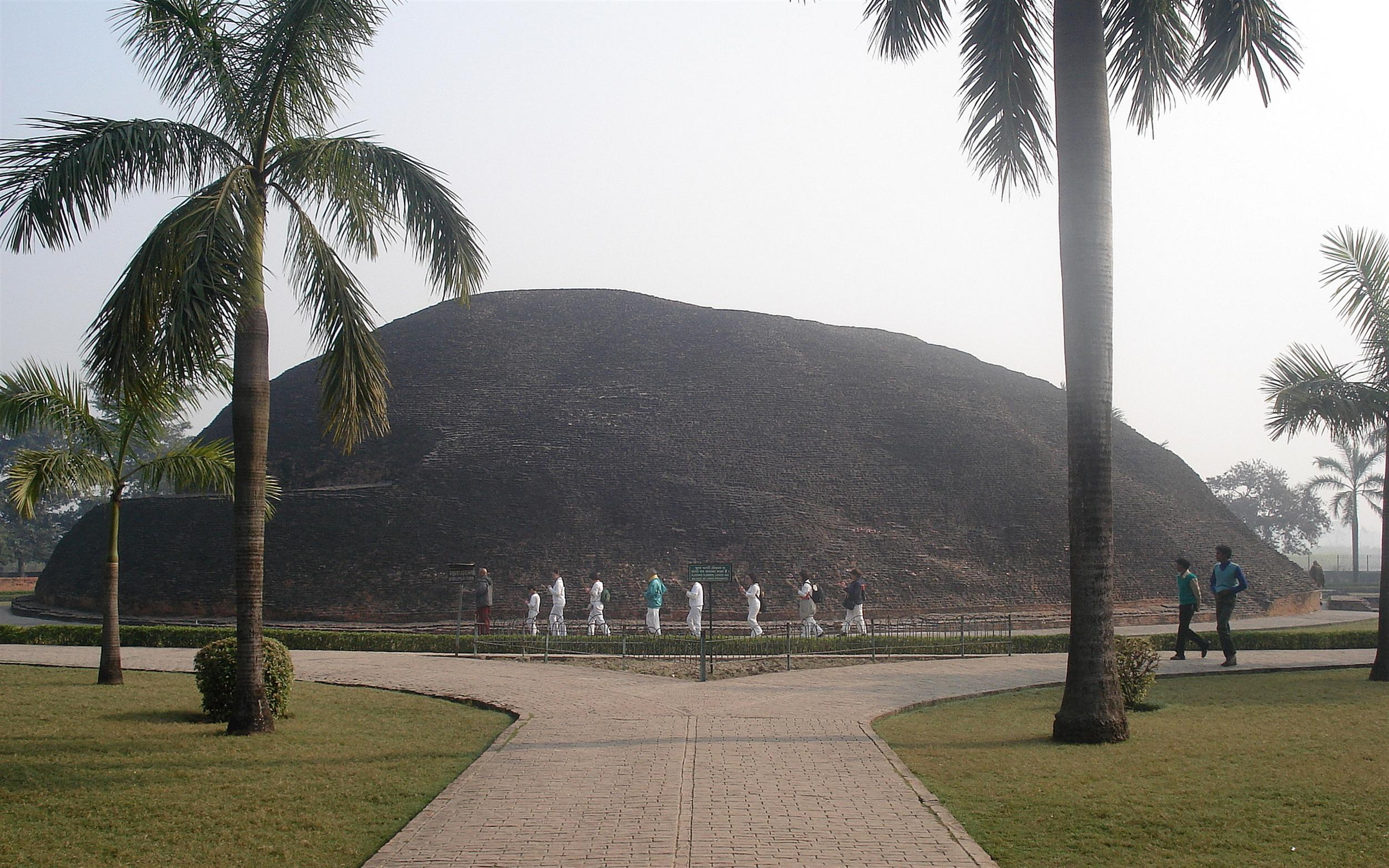
佛陀荼毗塔

佛陀在世时期，拘尸那揭罗是末罗国（Mallas）的都城，也是佛陀涅槃寂静的所在。拘尸那距离王舍城有二十五由旬，距离迦毗罗卫有二十四由旬。当时的拘尸那是个很小的地方，「一个用浆涂抹着木板搭成的房子组成的小村落」。跟随他的阿难很失望佛陀竟然选取了这个地方作为涅槃之所，但佛陀告诉他，他要念诵的《大善见王经》，其大善见王的都城即曾在此处。
释迦牟尼共有三个原因选择在此涅槃：
1. 拘那揭罗是念诵《大善见王经》的正确场所。
2. 拘那揭罗是外道须跋陀罗（Subhadda）将要拜访他，听闻他最后讲法，并证阿罗汉果的地方。
3. 拘那揭罗是大迦叶在他入灭后收拾他的遗骨和遗物的地方。

释迦牟尼在八十岁的时候，身体染了疾病，知道自己将在三个月内涅槃。
释迦牟尼认为自己该做的事情都做了，该讲的法也讲够了，于是离开毗舍离，在拘尸那揭罗的跋提河中洗浴，选择在娑罗双树之间入灭。。
須跋陀羅聞佛欲滅度，前往雙樹間，見佛聞法，當夜受具足戒，便成为释迦摩尼在世的最後弟子。他召集弟子，最后一次回答他们心中的疑问。阿难在娑罗双树之间打起卧床，佛侧卧在上，安慰弟子道：「世皆無常，會必有離，勿懷憂惱」「世實危脆無堅牢者，我今得滅如除惡病。……」「諸行無常，是生滅法，生滅滅已，寂滅為樂」。

## 記載
东晋高僧法显在《佛国记》中称为拘夷那竭城：“到拘夷那竭城。城北双树间希连河边，世尊于此北首而般泥洹。及须跋最后得道处，以金棺供养世尊七日处，金刚力士放金杵处，八王分舍利处。诸处皆起塔，有僧伽蓝，今悉现在。城中人民亦稀旷，只有众僧民户。”。
唐高僧玄奘在《大唐西域记》中记述：“拘尸那揭罗国城郭颓废，邑里萧条，故城砖基，周十余里。居人稀旷，闾巷荒芜。城西三四里，渡恃多伐底河。西岸不远，至娑罗林。起树类槲，而皮青白，叶甚光润。四树特高，如来寂灭之所也。其大砖精舍中，作如来涅盘之像，北首而卧。傍有窣堵波，无忧王所建，基虽倾陷，尚高二百余尺。
前建石柱，以记如来寂灭之事。”
8世纪时高僧慧超亦到过此地，在所着《往五天竺国传》中称为拘尸那国：“拘尸那国。佛入涅盘处。其城荒芜。无人住也。佛入涅盘处置塔。有禅师在彼扫洒。每年八月八日，僧尼道俗，就彼大设供养。”

## 現狀

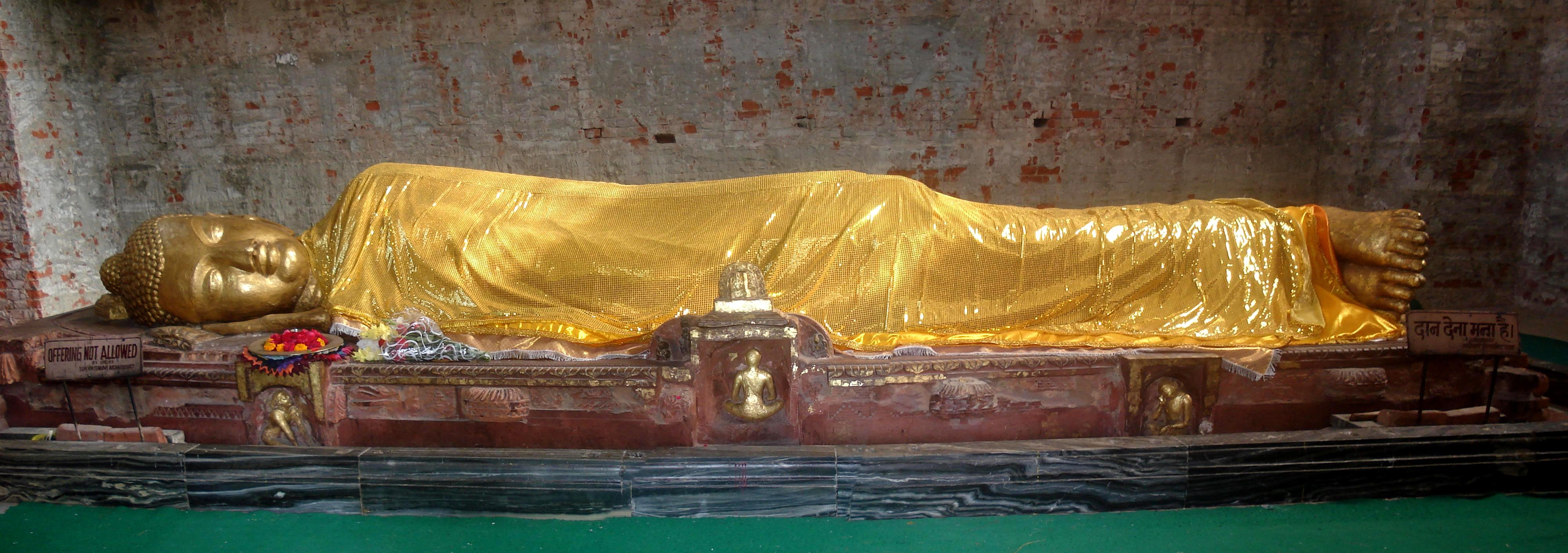
臥佛殿內的臥佛像

臥佛殿（Mahaparinirvana Temple）又稱為大涅槃堂或大涅槃寺，是一座白灰、四週開了小窗戶的圓筒狀建築。内有一尊六尺長的黑色石质但是全身贴金的卧佛。

## 延伸阅读
[在维基数据编辑]
 《欽定古今圖書集成·方輿彙編·邊裔典·拘夷那竭部》，出自陈梦雷《古今圖書集成》
 《欽定古今圖書集成·方輿彙編·邊裔典·拘尸那揭羅部》，出自陈梦雷《古今圖書集成》